# George Lazăr
George Lazăr (n. 3 februarie 1963, Vatra Dornei, Suceava, România) este un scriitor și publicist român contemporan de science fiction și thriller. În 1987 a absolvit Facultatea de Automatică, secția Calculatoare, din cadrul Institutului Politehnic din Iași. Este membru al Societății Române de Science Fiction și Fantasy.

## Activitate literară
A debutat în 1987 în antologia Cosmos XXI Un univers al păcii. Povestiri de mici dimensiuni a publicat între 1982 și 1987 în Opinia Studențească (unde a avut o rubrică permanentă, intitulată Utopii) dar și în Argonaut (supliment al revistei Convorbiri Literare), revista Cronica, săptămânalul Magazin. După 1990, a colaborat în calitate de corespondent la cotidianul Monitorul (din Iași) și mai apoi la Monitorul de Botoșani pe care îl conduce și unde lucrează și în prezent. A editat lunarul SCI-FI MAGAZIN, între 2007 și 2008 (12 apariții), unde a publicat două povestiri: „Restul zilelor” și „Omul și atomul”. A editat Almanahul SCI-FI MAGAZIN 2009. A fost prezent cu povestiri și nuvele în toate antologiile editate de Societatea Română de Science Fiction și Fantasy (2009 - 2015).

## Volume publicate
- America One (2007) – Editura Tritonic
- Îngerul Păzitor (2009) – Editura Millennium Press
- Fier vechi (2014) – Editura Eagle
- Ziditorii de Biserici (culegere de nuvele și povestiri) - Editura Eagle, 2014

## Povestiri
- „Cum să prinzi un extraterestru viu și nevătămat” (2014) în Xenos. Contact între civilizații

## Distincții literare
- Mențiune pentru povestire la Convenția națională a cenaclurilor SF ROMCON din 1982
- Premiul 2 pentru nuvela la Convenția națională a cenaclurilor SF ROMCON din 1983 (premiul 1 nu s-a acordat)

## Vezi și
- Călătorii în timp  (2013)